# Yukarıbeltarla, Başmakçı
Yukarıbeltarla là một xã thuộc huyện Başmakçı, tỉnh Afyonkarahisar, Thổ Nhĩ Kỳ. Dân số thời điểm năm 2011 là 451 người.